# 分子的混沌
分子的混沌（ぶんしてきこんとん Molecular chaos；あるいは分子カオス、分子無秩序などとも訳される）とは、気体分子運動論で、衝突する粒子の位置と速度の間には相関がないとする仮定である。つまり衝突回数は、衝突する可能性のある粒子の数の単純な積に比例するものと仮定する。この近似はジェームズ・クラーク・マクスウェルによって1867年に導入された。ボルツマンによってStosszahlansatz（衝突数仮定）とドイツ語に訳された。
これによって、力学に基づく分子運動論の計算は非常に扱いやすいものとなる。なおこの概念自体は、現代のカオス理論におけるカオスの概念（決定論的に導かれる見かけの乱雑さ）とは別の、微視的情報が無視（粗視化）されたことによる確率論的乱雑さを表している。
特に（最初は認識されなかったが）ボルツマンのH定理（1872年：エントロピーの不可逆的増大を説明する）でこの仮定が重要な基礎となっている。彼は分子運動論を用いて、完全な無秩序状態ではない気体のエントロピーは、分子が衝突することを許せば必ず増大することを示そうとした。これが、「時間対称的な力学から不可逆過程が導かれるはずはない」というロシュミットの反論（時間の矢のパラドックス、可逆性批判）を呼び起こした。このパラドックスへの答え（1895年）は、「衝突後の2粒子の速度はもはや相関がない」というものであった。ボルツマンは、分子運動の分布関数を導入するにあたり、各時間においてこれらの相関は無視できると主張した。これを用いて分布関数に関するボルツマン方程式を計算することで、H定理が証明される。
統計力学の基礎となっているエルゴード仮説も、この仮定から導くことができる。
このようにして巨視的不可逆性の概念は分子的（微視的）混沌という仮定に還元することができるわけだが、この仮定は分子間に働くクーロン力が無視できない場合など、必ずしも成り立つわけではなく、一般的な仮定とはいえない。